# La Verdière
La Verdière là một xã, thuộc tỉnh Var trong vùng Provence-Alpes-Côte d’Azur, Pháp. Xã này có diện tích 68,16 km², dân số 1297 người. Xã này nằm ở khu vực có độ cao trung bình 474 mét trên mực nước biển.

## Biến động dân số
| Năm    | 1962 | 1968 | 1975 | 1982 | 1990 | 1999 | 2006 |
| ------ | ---- | ---- | ---- | ---- | ---- | ---- | ---- |
| Dân số | 473  | 486  | 505  | 524  | 646  | 782  | 1297 |

## Ghi chu
1. ↑  Population municipale au 1 janvier 2006, consulté le 20 février 2009
2. ↑  La Verdière trên trang mạng của INSEE[liên kết hỏng]